# Le Sap
Le Sap là một xã trong tỉnh Orne, thuộc vùng hành chính Normandie của nước Pháp, có dân số là 939 người (thời điểm 1999).

## Nhân khẩu học
| 1962 | 1968  | 1975 | 1982 | 1990 | 1999 |
| ---- | ----- | ---- | ---- | ---- | ---- |
| 983  | 1.010 | 958  | 977  | 901  | 939  |